# Топулька (гмина)
Топулька (пол. Topólka) — сельская гмина (волость) в Польше, входит как административная единица в Радзеювский повет, Куявско-Поморское воеводство. Население — 5278 человек (на 2007 год).

## Прочие поселения
1. Беле
2. Хально-Парцеле
3. Дембянки
4. Эмилианово
5. Илово
6. Юрково
7. Карчувек
8. Колёня-Халиньска
9. Мялке
10. Опелянка
11. Рогальки
12. Рыбины
13. Рыбины-Лесьне
14. Свинки
15. Выробки
16. Згнилы-Глушинек
17. Жабинец

## Соседние гмины
1. Гмина Бабяк
2. Гмина Бытонь
3. Гмина Избица-Куявска
4. Гмина Любранец
5. Гмина Осенцины
6. Гмина Пётркув-Куявски
7. Гмина Вежбинек